# Innocenty (Sielnokrinow-Korowin)
Innocenty, imię świeckie Jakow Maksimowicz Sielnokrinow-Korowin (ur. 1778, zm. 13 kwietnia?/25 kwietnia 1840) – rosyjski biskup prawosławny.

## Życiorys
Był synem duchownego prawosławnego. Ukończył seminarium duchowne w Wiatce. W 1803 został nauczycielem w niższych klasach seminarium duchownego w Permie, w 1808 złożył wieczyste śluby mnisze. Pięć lat później otrzymał godność archimandryty i został przełożonym Monasteru Istobińskiego w Solikamsku. W 1818 został inspektorem seminarium w Solikamsku i wykładowcą historii Cerkwi i państwa. W 1824 otrzymał stopień profesora nauk teologicznych i został rektorem seminarium duchownego w Pskowie. Przez dwa lata był przełożonym monasteru Przemienienia Pańskiego Elezara Pskowskiego, członkiem konsystorza eparchii pskowskiej oraz dziekanem jej monasterów.
30 maja 1827 miała miejsce jego chirotonia na biskupa dmitrowskiego, wikariusza eparchii moskiewskiej. Tradycyjnie łączył urząd z kierowaniem monasterem św. Sawy Storożewskiego. W 1831 przeniesiony na katedrę kurską i biełgorodzką. Po roku został biskupem wołyńskim. W 1833 otrzymał godność arcybiskupa. Był pierwszym przełożonym Ławry Poczajowskiej po usunięciu z niej bazylianów i powrocie mnichów prawosławnych. Zgodnie z jego raportem z wyposażenia monasteru usunięto elementy obce prawosławnej tradycji rosyjskiej: ołtarze boczne, konfesjonały, organy, obrazy religijne niezgodne z kanonami malarstwa ikonowego. Polecił także zamurować wejście do krypty grzebalnej Mikołaja Potockiego, jednego z dobroczyńców klasztoru w czasach unickich, jak również usunąć sprzed wejścia na teren klasztoru figurę Maryi. W 1836 zorganizował w Krzemieńcu prawosławne seminarium duchowne.
W 1840 przeniesiony do eparchii orłowskiej, zmarł w drodze do nowej eparchii.